# Drache (Sternbild)
Drache, lateinisch Draco, ist ein Sternbild des Nordhimmels und für Mitteleuropa zirkumpolar, also eine hier das ganze Jahr über sichtbare Himmelsregion.

## Beschreibung
Draco ist ein sehr ausgedehntes Sternbild, dessen Fläche an acht andere Sternbilder grenzt. Der lange Sternenzug des Drachen windet sich um den Kleinen Bären (Ursa Minor), wobei der Himmel zirkumpolar nahezu halb umspannt wird. Den zum Herkules gerichteten Kopf stellen hierbei vier Sterne dar, mit β (Alwaid, gelbgrün) und γ (Etamin, rot) als den verschiedenfarbigen Augen. Im Bereich des Schwanzes reicht das Sternbild zwischen dem Kleinen und dem Großen Bären (Ursa Maior) bis an das Sternbild Giraffe (Camelopardalis) in Nähe des heutigen Himmelsnordpols. Vor fünftausend Jahren zeigte die Erdachse den damaligen Pol des Nordhimmels nahe dem Stern α (Thuban); dies kann in rund zwanzigtausend Jahren wieder der Fall sein.
In der vorderen Windung des als Drachenbild aufgefassten Sternzuges, dem Katzenaugennebel (NGC 6543) nahe, liegt dagegen der nördliche Ekliptikpol, um den der Himmelsnordpol in Verlängerung der Erdachse aufgrund der Präzession in knapp 26.000 Jahren einmal herum wandert.

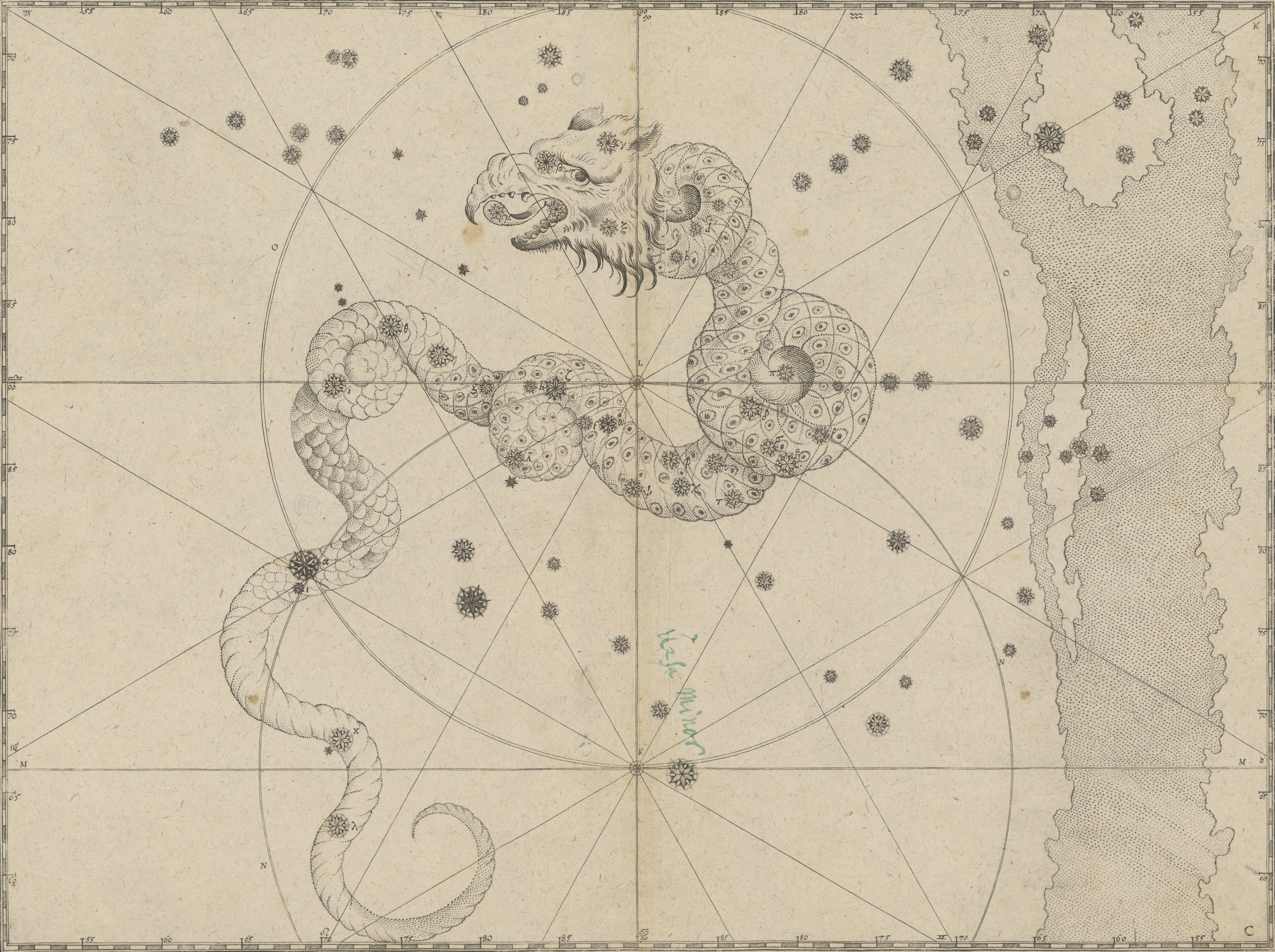
Aus der Uranometria von Johann Bayer
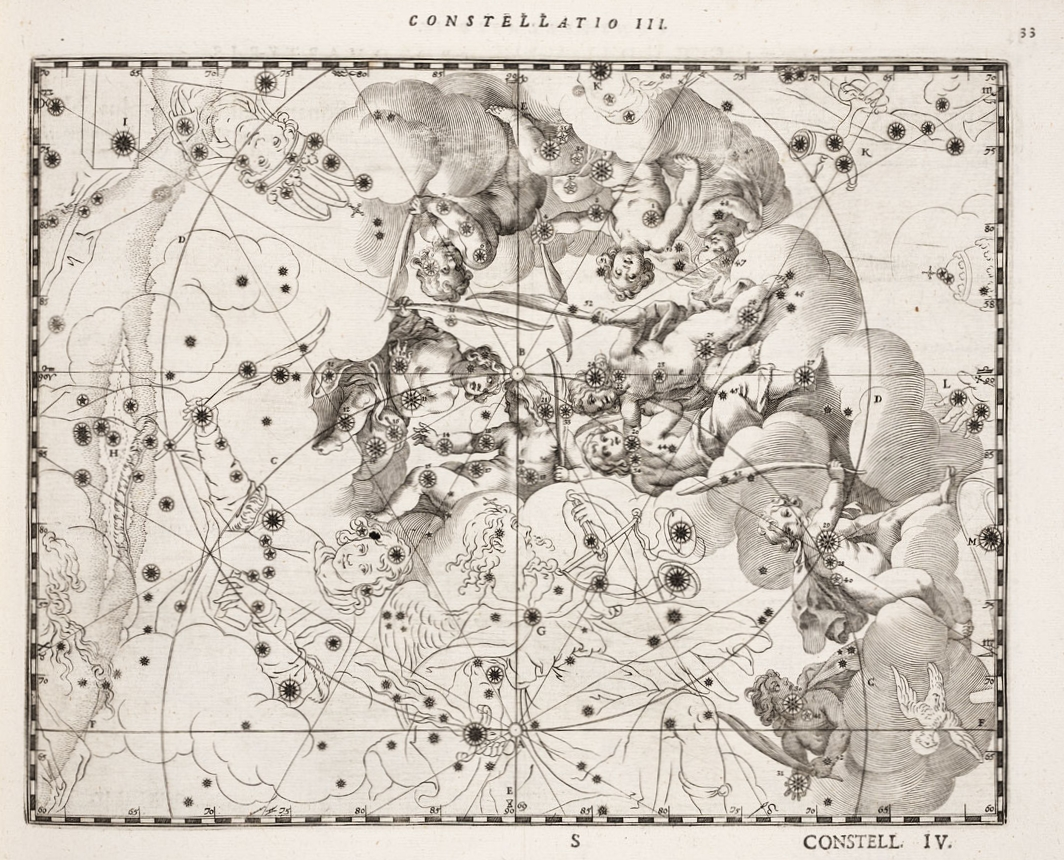
Darstellung als unschuldige Kinder im Coelum Stellatum Christianum

## Geschichte
Der Drache gehört zu den klassischen 48 Sternbildern der Antike, die von Ptolemäus erwähnt werden. In der antiken griechischen Astronomie umfasste das Sternbild des Drachen auch den Sternenzug des Kleinen Bären, der als Flügel des Drachen aufgefasst wurde.
Aufgrund der Präzessionsbewegung der Erde war der Hauptstern Thuban (α Draconis) vor 5000 Jahren der Polarstern des Nordhimmels. Die geringste Distanz zum exakten Himmelspol wurde um 2830 v. Chr. mit 10 Bogenminuten erreicht.

## Mythologie
Zu diesem Sternbild beziehungsweise der darin gesehenen Figur eines Drachen gibt es verschiedene Erzählungen mit mythologischem Hintergrund.
Im babylonischen Schöpfungsepos Enūma eliš wird erzählt, dass Marduk die als gehörnte Seeschlange dargestellte Göttin der Salzwasser Tiamat besiegt, ihren Körper längs teilt, eine Hälfte biegt und so den Himmel formt. Aus der anderen Hälfte des Drachen erschafft er die Erde. Bei dieser Version spannt sich der Drache über den Himmel, wobei Kopf und Schwanz einander diametral gegenüberliegen.
In den Schöpfungsgeschichten der griechischen Mythologie taucht kein drachenähnliches Untier auf. Doch in den Mythen der Helden ist ein Drache zu überwinden. So kann die spätere Stadt Theben erst gegründet werden, nachdem Kadmos den an dieser Stelle wohnenden Drachen tötete und eine Hälfte von dessen Zähnen in den Boden versenkte. Und in der Argonautensage um Jason bewachte der Drache das Goldene Vlies.
Im Sagenkreis um Herakles handelte es sich um einen hundertköpfigen Drachen, Ladon. Herakles wurde die Aufgabe übertragen, die goldenen Äpfel der Hesperiden zu stehlen, deren Genuss Unsterblichkeit und ewige Jugend verhieß. Die Äpfel wurden streng von Ladon und den Hesperiden bewacht. Herakles konnte die Äpfel schließlich an sich nehmen. Nach einer Version soll er den Titanen Atlas überredet haben, die Äpfel für ihn zu holen – und währenddessen die schwere Last übernommen haben, das Himmelsgewölbe zu tragen. Der anderen Version nach holte Herakles die Äpfel selbst, wobei er den Drachen tötete. Herakles wurde ebenfalls als Sternbild verewigt. Er befindet sich unter dem römischen Namen Herkules in der Nähe des Drachenkopfes am Himmel.

## Himmelsobjekte

### Sterne
| B   | F  | Namen o. andere Bezeichnungen   | Größe (mag) | Lj      | Spektralklasse |
| --- | -- | ------------------------------- | ----------- | ------- | -------------- |
| γ   | 33 | Etamin, Ettanin, Eltanin        | 2,23        | 150     | K5 III         |
| η   | 14 | Aldhibain, Al Dhibain           | 2,74        | 80      | G8 III         |
| β   | 23 | Alwaid, Rastaban, Asuia         | 2,79        | 400     | G2 II          |
| δ   | 57 | Altais, Al Tais, Nodus Secundus | 3,07        | 100     | G9 III         |
| ζ   | 22 | Aldhibah, Nodus I               | 3,17        | 300     | B6 III         |
| ι   | 12 | Edasich, Ed Asich               | 3,29        | 102     | K2 III         |
| χ   | 44 |                                 | 3,57        | 25      | F7 V           |
| α   | 11 | Thuban                          | 3,65        | 300     | A0 III         |
| ξ   | 32 | Grumium                         | 3,7         | ca. 110 | K2 III         |
| ε   | 63 | Epsilon Draconis (Tyl)          | 3,83        | 147     | G7 + K5        |
| λ   | 1  | Giausar, Giaufar, Juza          | 3,8         | ca. 330 | M0 III         |
| κ   | 5  |                                 | 3,87        | 400     | B8 III         |
| θ   | 13 |                                 | 4,01        | 60      | F8 IV          |
| φ   | 43 |                                 | 4,22        |         |                |
| ψ   | 31 | Dsiban                          | 4,27        | 70      | F5 + F9        |
| 400 |    | HR 3751                         | 4,29        |         |                |
| τ   | 60 |                                 | 4,45        |         |                |
| 400 | 17 |                                 | 4,5         | 300     | B9 + A1 + B9   |
| ρ   | 67 |                                 | 4,51        |         |                |
| π   | 58 |                                 | 4,59        | 225     | A2 III         |
| i   | 10 | CU                              | 4,65        |         |                |
| ο   | 47 |                                 | 4,66        |         |                |
| σ   | 61 | Alsafi                          | 4,7         | 18,8    | K0 V           |
| 400 | 39 |                                 | 4,8         | 150     | A1 + A5        |
| ω   | 28 |                                 | 4,80        |         |                |
| υ   | 52 |                                 | 4,82        |         |                |
| 400 | 42 | Fafnir                          | 4,82        | 317     | K1.5 III       |
| g   | 18 |                                 | 4,83        |         |                |
| ν2  | 25 | Kuma                            | 4,87        | 120     | A5             |
| ν1  | 24 | Kuma                            | 4,88        | 120     | A6             |
| h   | 19 |                                 | 4,89        |         |                |
| μ   | 21 | Alrakis, Arrakis                | 4,92        | 85      | F7 V + F7 V    |
| 400 | 6  |                                 | 4,94        |         |                |
| 400 | 4  | CQ                              | 4,95        |         |                |
| 400 | 54 |                                 | 4,99        |         |                |
| 400 | 15 |                                 | 5,00        |         |                |
| 400 | 30 |                                 | 5,02        |         |                |
| 400 | 36 |                                 | 5,03        |         |                |
| 400 | 35 |                                 | 5,04        |         |                |
| c   | 46 |                                 | 5,04        |         |                |
| f   | 27 |                                 | 5,05        |         |                |
| 400 | 59 |                                 | 5,13        |         |                |
| 400 | 2  |                                 | 5,20        |         |                |
| 400 | 73 |                                 | 5,20        |         |                |
| 400 | 26 |                                 | 5,23        | 50      | G0 + K3        |
| 400 | 8  | Taiyi                           | 5,24        |         |                |
| 400 | 3  |                                 | 5,30        |         |                |
| 400 | 9  |                                 | 5,32        |         |                |
| 400 | 50 |                                 | 5,35        |         |                |
| 400 | 51 |                                 | 5,38        |         |                |
| 400 | 7  | Tianyi                          | 5,43        |         |                |
| ψ   | 34 |                                 | 5,45        |         |                |
| 400 | 75 |                                 | 5,46        |         |                |
| 400 | 49 |                                 | 5,48        |         |                |

Die Namen der Sterne Ettanin, Thuban und Rastaben sind arabischen Ursprungs und leiten sich aus der arabischen Bezeichnung für Drachen ab.
Ettanin, der hellste, ist ein 150 Lichtjahre entfernter Stern der Spektralklasse K5 III.

### Doppelsterne
| System | Größen (mag) | Abstand      |
| ------ | ------------ | ------------ |
| ε      | 3,9/7,3      | 3,2"         |
| ψ      | 4,6/5,8      | 30,3"        |
| ν      | 4,9/4,9      | 61,9"        |
| 39     | 5,0/7,8/7,2  | 3,9" und 89" |
| 26     | 5,3/8,0      | 1,7"         |
| 17     | 5,4/6,4      | 3,3"         |
| μ      | 5,7/5,7      | 1,9"         |

Ny Draconis ist ein Doppelsternsystem in 120 Lichtjahren Entfernung. Die beiden Komponenten können aufgrund des weiten Winkelabstandes von fast 62 Bogensekunden bereits mit einem Prismenfernglas in Einzelsterne aufgelöst werden.
39 Draconis ist ein 150 Lichtjahre entferntes Mehrfachsternsystem, bei dem drei Sterne einen gemeinsamen Schwerpunkt umkreisen.

### Veränderliche Sterne
| Stern  | Größe (mag) | Periode    | Typ                           |
| ------ | ----------- | ---------- | ----------------------------- |
| R      | 6,7–13      | 245,5 Tage | Mira-Typ                      |
| T Dra  | 7,2–13,5    | 421,2 Tage | Mira-Typ                      |
| RY Dra | 6,5–8,0     | 172 Tage   | halbregelmäßig Veränderlicher |

Die Sterne R und T Draconis sind pulsationsveränderliche Sterne vom Typ Mira. Es handelt sich dabei um leuchtkräftige rote Riesen oder Überriesen, die sich rhythmisch aufblähen und wieder zusammenziehen, was als deutliche Helligkeitsschwankung beobachtet werden kann. Während des Maximums werden R und T so hell, dass sie mit einem Fernglas aufgespürt werden können. Im Minimum sinkt ihre Helligkeit unter 13 mag ab, so dass ihre Beobachtung ein größeres Teleskop erfordert.

### Messier- und NGC-Objekte
| Messier (M) | NGC  | sonstige | Größe (mag) | Typ                  | Name             |
| ----------- | ---- | -------- | ----------- | -------------------- | ---------------- |
| 102         | 5866 |          | 9           | Galaxie              |                  |
|             | 5907 |          | 10          | Galaxie              |                  |
|             | 6503 |          | 10          | Galaxie              |                  |
|             | 6543 |          | 9           | Planetarischer Nebel | Katzenaugennebel |

NGC 6543 ist ein Planetarischer Nebel, also ein Stern, der am Ende seiner Entwicklung die äußere Gashülle abgestoßen hat. Im Zentrum befindet sich ein extrem heißer Weißer Zwergstern. NGC 6543 erscheint im Teleskop als diffuser Nebelfleck mit einem schwachen Sternchen im Zentrum. Der komplexe Aufbau des Nebels, der ihm den Namen Katzenaugennebel gab, wird erst auf langbelichteten Fotografien sichtbar. Das Hubble-Teleskop lieferte besonders beeindruckende Bilder des Nebels.
Das Messierobjekt M 102 ist eine Spiralgalaxie vom Typ S0 in 30 Millionen Lichtjahren Entfernung.
NGC 5907 und NGC 6503 sind Spiralgalaxien vom Typ Sc in 30 bzw.15 Millionen Lichtjahren Entfernung.
Alle drei Galaxien sind im Teleskop nicht sehr auffällig und erscheinen als neblige Fleckchen.

## Galaxienhaufen

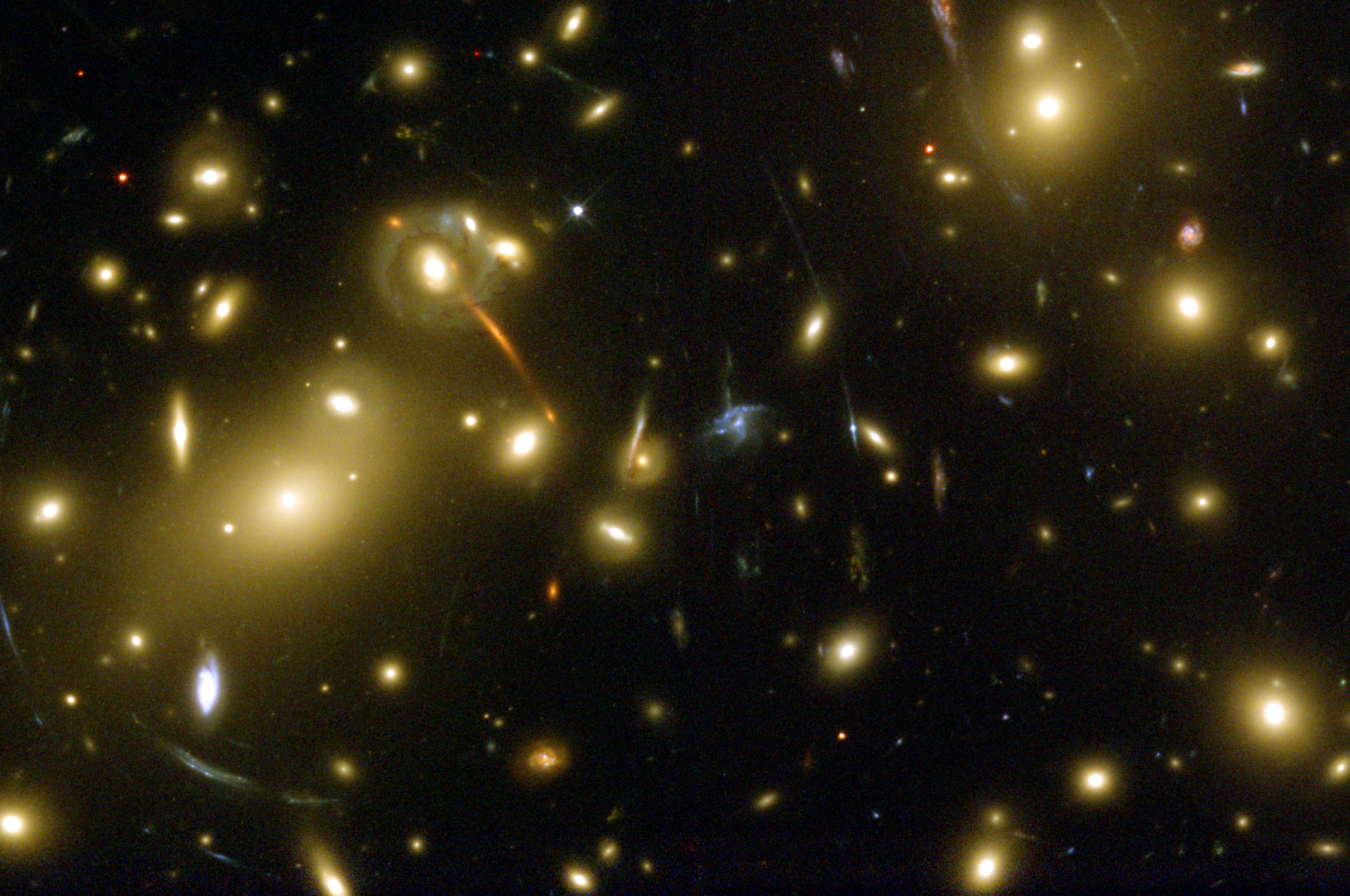
Diese Aufnahme des Galaxienhaufens Abell 2218 durch das Hubble-Teleskop zeigt einen sogenannten Gravitationslinseneffekt

Der im Abell-Katalog mit der Nummer 2218 verzeichnete Galaxienhaufen besteht aus Tausenden von einzelnen Galaxien in ungefähr 2,1 Milliarden Lichtjahre Entfernung (Rotverschiebung etwa 0,17). Das extragalaktische astronomische Objekt Abell 2218 ist mit einer Rektaszension von etwa 16h 35m 54s und einer Deklination von etwa +66° 13′ 00″ nördlich von η Dra (Eta Draconis) im Sternbild Drachen zu finden. Erst mit einem leistungsstarken Teleskop in der Exosphäre, das am Übergang der Erdatmosphäre in den Weltraum die Erde mit knapp 600 km Abstand auf einem Satellitenorbit umläuft, wurden Aufnahmen höherer Auflösung möglich. 1999 vom Hubble-Teleskop aufgenommene Bilder zeigten außer zahlreichen Galaxien im Kern des Haufens darüber hinaus in den Abbildungen entfernterer Objekte Effekte, die durch Beugung des Lichts infolge der starken Gravitation der massereichen Ansammlung auftreten, die so als Gravitationslinse wirkt.